# Danh sách đĩa đơn quán quân Hot 100 năm 2011 (Hàn Quốc)
Bảng xếp hạng Korea K-pop Hot 100 được ấn hành bởi tạp chí Billboard để xếp hạng các ca khúc và đĩa đơn bằng tiếng Hàn.

## Lịch sử bảng xếp hạng
| Ngày        | Bài hát                                   | Nghệ sĩ       |
| ----------- | ----------------------------------------- | ------------- |
| 3 tháng 9   | "So Cool"                                 | SISTAR        |
| 10 tháng 9  | "I Turned Off the TV..." "TV를 껐네.."    | Leessang      |
| 17 tháng 9  | "Don't Say Goodbye" "안녕이라고 말하지마" | Davichi       |
| 24 tháng 9  | "Don't Say Goodbye" "안녕이라고 말하지마" | Davichi       |
| 1 tháng 10  | "Don't Say Goodbye" "안녕이라고 말하지마" | Davichi       |
| 8 tháng 10  | "Hello"                                   | Huh Gak       |
| 15 tháng 10 | "Hello"                                   | Huh Gak       |
| 22 tháng 10 | "Tokyo Girl" "동경소녀"                   | Busker Busker |
| 29 tháng 10 | "Era of Love" "연애시대"                  | Lee Seung Gi  |
| 5 tháng 11  | "The Boys"                                | SNSD          |
| 12 tháng 11 | "I Miss You" "그리워 그리워"              | Noel          |
| 19 tháng 11 | "The Western SKy" "서쪽 하늘"             | Ulala Session |
| 26 tháng 11 | "Be My Baby"                              | Wonder Girls  |
| 3 tháng 12  | "Cry Cry"                                 | T-ara         |
| 10 tháng 12 | "Cry Cry"                                 | T-ara         |
| 17 tháng 12 | "You and I" "너랑 나"                     | IU            |
| 24 tháng 12 | "You and I" "너랑 나"                     | IU            |
| 31 tháng 12 | "You and I" "너랑 나"                     | IU            |